# Овусу, Элиша
Элиша Овусу (фр. Elisha Owusu; родился 7 ноября 1997 года в Монтрей, Франция) — французский футболист ганского происхождения, полузащитник клуба «Осер» и сборной Ганы. Участник чемпионата мира 2022 года.

## Клубная карьера
Овусу — воспитанник клуба «Лион». В 2015 году для получения игровой практики он начал выступать за дублирующий состав. Летом 2018 года Овусу на правах аренды перешёл в «Сошо». 27 июля в матче против «Гренобля» он дебютировал в Лиге 2. Летом 2019 года Овусу подписал контракт на 4 года с бельгийским клубом «Гент». 28 июля в матче против «Шарлеруа» он дебютировал в Жюпиле лиге. В 2022 году Элиша помог команде завоевать Кубок Бельгии.
В начале 2023 года Овусу перешёл в «Осер».

## Карьера в сборной
29 марта 2022 года в отборочном матче чемпионата мира 2022 против сборной Нигерии Овусу дебютировал за сборную Ганы. В 2022 году Элиша принял участие в чемпионата мира в Катаре. На турнире он был запасным и на поле не вышел.

## Достижения
Командные
 «Гент»
- Обладатель Кубка Бельгии — 2021/22